# Ruellia menthoides
Ruellia menthoides là một loài thực vật có hoa trong họ Ô rô. Loài này được (Nees) Hiern miêu tả khoa học đầu tiên năm 1877.